# Массовое убийство в штате Плато (2023)
Массовое убийство в штате Плато (англ. Plateau State massacres) — серия вооружённых нападений между 23 и 25 декабря 2023 года в штате Плато в центральной Нигерии, которые затронули по меньшей мере 17 сельских общин в районах местного самоуправления Боккос и Баркин-Лади, в результате чего погибло по меньшей мере 200 человек и было ранено более 500 человек, а также был нанесён значительный ущерб имуществу. Хотя ни одна группировка не взяла на себя ответственность за нападения, считается, что они были совершены ополченцами фульбе.

## Предыстория
Штат Плато находится в Центральной Нигерии и имеет историю этнических и религиозных конфликтов, в основном между скотоводами мусульманами-фульбе и христианскими фермерами. Конфликт начался в 2011 году в результате разногласий по поводу собственности на землю и прав выпаса скота между скотоводами и фермерами. Бандитизм и отсутствие безопасности усугубляются высоким уровнем рождаемости в Нигерии, при этом большое количество молодежи страдает от безработицы и неполной занятости, что делает их восприимчивыми к радикализму и бандитизму. Изменение климата и расширение сельского хозяйства также приводят к росту конфликтов. Предыдущие нападения произошли в регионе в апреле 2022 года и мае 2023 года.
Группа по защите интересов фульбе Miyetti Allah обвинила сотрудников государственной безопасности в сговоре с фермерами с целью нападения на скотоводов. Председатель Miyetti Allah Мухаммед Нуру Абдуллахи заявил, что насилие началось с неудавшегося акта скотокрадства у представителей фульбе 23 декабря, когда были убиты три скотовода и была предпринята попытка кражи 181 коровы, а 24 декабря в нескольких деревнях фульбе было сожжено 130 домов. Он рекомендовал, чтобы для прекращения непрекращающихся столкновений между фермерами и скотоводами федеральное правительство создало ранчо в штате Плато и других штатах для разведения животных.

## Нападение
23 и 24 декабря 2023 года были атакованы по меньшей мере 17 сельских общин в районах Боккос и Баркин-Лади, в результате чего погибло по меньшей мере 200 человек и более 500 получили ранения. Нападавшие, использовавшие огнестрельное оружие и мачете, сожгли дома и другое имущество. Ни одна группа не взяла на себя ответственность за нападения. С 2014 года в нападениях на фермеров-хауса в регионе обвиняли полукочевых скотоводов фульбе, которые давно жаловались, что фермеры захватывают пастбища, имеющие решающее значение для их выживания.

## Последствия
Вооружённые силы Нигерии начали проводить операции в регионе, чтобы найти подозреваемых в нападениях. Некоторые жертвы сообщили, что силам безопасности потребовалось более двенадцати часов, чтобы отреагировать на атаки.
Атаки вызвали возмущение, жители требовали справедливости и защиты правительства. Губернатор Калеб Мутфванг осудил насилие, что подверглось критике, и Amnesty International призвала провести независимое расследование. Международное сообщество, включая Организацию Объединённых Наций, Африканский союз, Европейский союз и Соединённые Штаты Америки, выразило осуждение и предложило поддержку.
После атак в социальных сетях распространились фотографии нападения на церковь Ово в 2022 году с неверным описанием, что они были сделаны во время массовых убийств в штате Плато.
8 января 2024 года около 5000 нигерийских христиан собрались в Джосе, административном центре штата Плато, чтобы выразить протест против отсутствия безопасности. Протестующие собрались у офиса местного губернатора Джоса, требуя мирной жизни. Губернатор штата Плато Калеб Мутфванг повторил свои заявления о привлечении виновных в массовых убийствах к ответственности.